# 南横站
南橫站是廣州地鐵4號線的车站，位於中國廣東省廣州市南沙区環市大道南江美路口的地底，于2017年12月28日随4号线南延段通车而启用。

## 车站結構

### 車站樓層
本站共有兩層。地面為環市大道南、江美路及其他建筑。地下一層為站廳；地下二層為4號線月台。
| 地下一层 | 站厅                       | 售票機、客服中心、商店、警务室、安检设施  |  |  |
| 地下二层 | 1 站台                     | █4号线 黃村方向（下站：塘坑）             |  |  |
|          | 岛式站台（卫生间、母婴室） |                                           |  |  |
|          | 2 站台                     | █4号线 南沙客运港方向（下站：南沙客运港） |  |  |

### 站厅

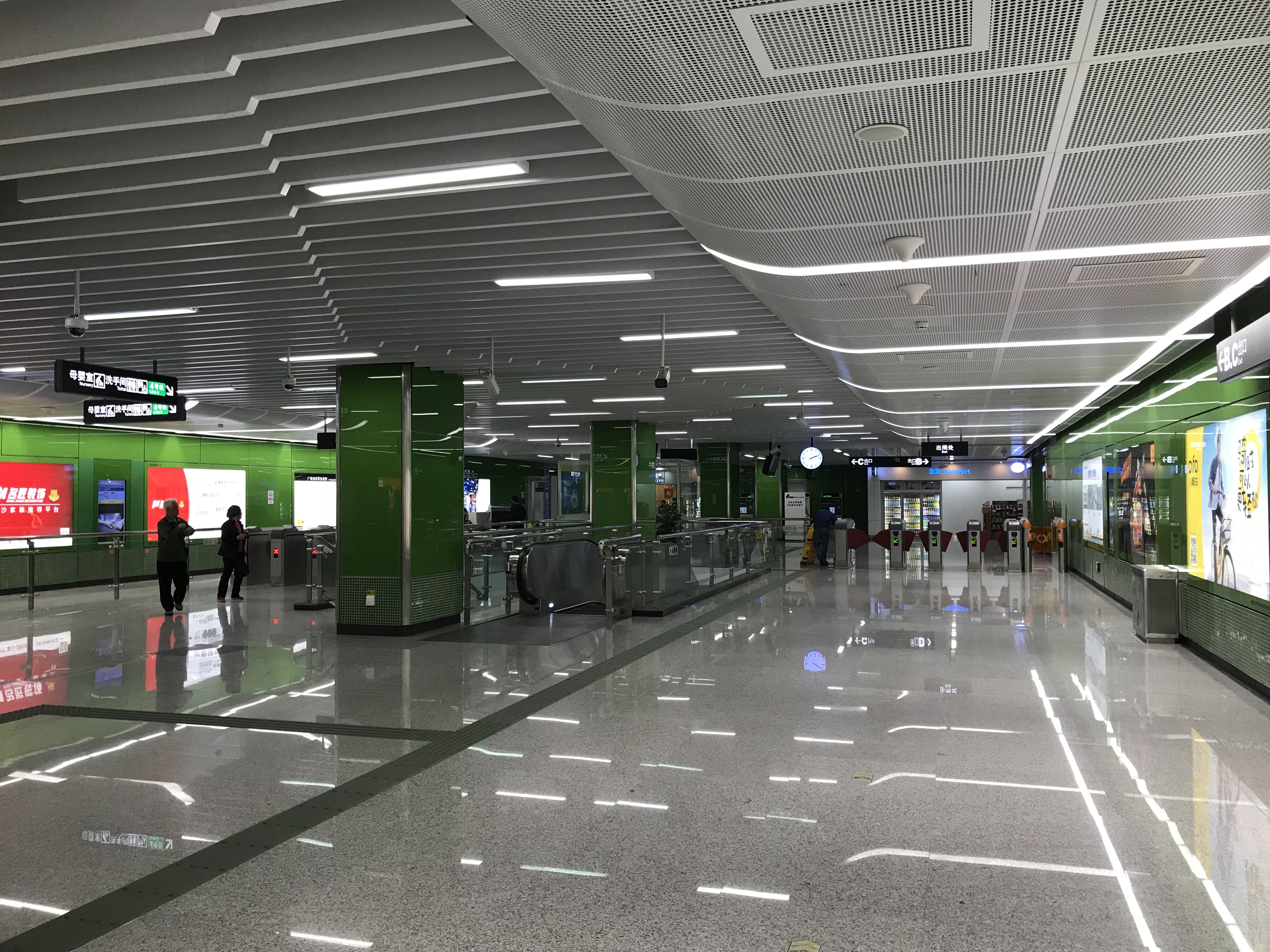
站厅

南横站站厅設有售票機、自动售卡/充值机、客務中心和自动贩卖机等设施。
为方便行人进出，站厅南侧被划分为收费区，收费区内设有三台扶手电梯、一组楼梯和一台专用电梯供乘客来往于站厅及月台层。
另外，本站连通站厅及月台的专用电梯旁壁画为南沙天后宫。

### 月台
本站設有一個島式月台，位於環市大道南的地底。
另外，本站的卫生间设于月台西端，母婴室则设于月台东端。

2号月台全景图

### 出入口
南横站目前设有4个出入口供乘客进出车站。
|                                           |                                                       |      |            |                                              |
| 編號                                      | 设施                                                  | 照片 | 出口指示   | 建議前往的目的地                             |
| A                                         | 盲道标志 · 升降机标志 · 无障碍通道标志 · 扶手电梯标志 |      | 环市大道南 | 江美路、望凫路                               |
| B                                         | 扶手电梯标志                                          |      | 江美路     | 环市大道南、连凫路、南沙奥园公交车站（东行） |
| C                                         | 扶手电梯标志                                          |      | 环市大道南 | 江美路、南沙奥园公交车站（西行）             |
| D                                         | 扶手电梯标志                                          |      | 环市大道南 | 江美路、奥园入口公交车站                     |
| 註： 設有 \| 設有 \| 設有 \| 設有扶手電梯 |                                                       |      |            |                                              |

## 接驳交通
本站附近设有南沙奥园巴士站。
| 编号   | 编号    | 线路           | 线路           | 线路               | 收费 | 备注                  |
| ------ | ------- | -------------- | -------------- | ------------------ | ---- | --------------------- |
|        | 南沙4   | 蕉门公交总站   | 白班 ⇆         | 滨海公园           | 2元  | 20–30分/班            |
| 夜班 ⇆ | 南沙4   | 蕉门公交总站   | 南沙资讯科技园 |                    | 2元  | 20–30分/班            |
|        | 南沙24  | 虎门轮渡码头   | ⇆              | 横沥地铁站公交总站 | 2元  |                       |
|        | 南沙54  | 雁洲村         | ⇆              | 滨海公园           | 3元  |                       |
|        | 南沙W2  | 南沙资讯科技园 | ↻              | 南沙资讯科技园     | 2元  | 40分/班               |
|        | 南沙夜6 | 南沙奥园       | ⇆              | 金岭南路口         | 3元  | 南沙4路的夜班公交形式 |

| 编号 | 编号   | 线路                 | 线路 | 线路   | 收费 | 备注       |
| ---- | ------ | -------------------- | ---- | ------ | ---- | ---------- |
|      | 南沙18 | 蕉门地铁站（区政府） | ⇆    | 南沙湾 | 2元  | 15–20分/班 |
|      | 南沙19 | 南沙中心医院西门     | ⇆    | 南沙湾 | 2元  | 15–20分/班 |

## 歷史
本站规划和建设期间命名为資訊園站，2015年7月更名为南橫站。
车站于2014年11月中旬完成底板澆築封底；2015年1月26日实现主體結構封頂，亦為4號線南延段首座封頂的車站；2017年7月1日移交运营部门调试。2017年12月28日，随4号线南延段通车而启用。
2021年6月5日，为配合南沙区政府的疫情防控措施和全员核酸检测工作，本站停止对外运营服务；后于当日晚些时候恢复运营，所有出入口调整为只出不入，直至6月7日首班车起恢复。